# Short Seamew
Die Short SB.6 Seamew war ein zweisitziges Kampfflugzeug für den Fleet Air Arm der königlichen Britischen Marine sowie für das Küstenkommando RAF Coastal Command der Royal Air Force zur U-Boot-Bekämpfung.

## Geschichte
Das Flugzeug wurde nach der Specification M.123D der Royal Navy für ein leichtes, zweisitziges U-Jagdflugzeug ab 1951 von David Keith-Lucas entwickelt. Primär sollten die Flugzeuge von Begleitträgern eingesetzt werden, konnten aber auch von Behelfspisten in Küstennähe betrieben werden. Die Flügel konnten automatisch gefaltet werden. Der Erstflug erfolgte am 23. August 1953 mit Walter J. Runciman. Von den 41 für die Royal Air Force bestellten Maschinen wurden nur insgesamt 19 dienstbereite Exemplare auch ausgeliefert. Aufgrund der sehr schlechten Flugeigenschaften waren am Ende nur sieben Exemplare der Short Seamew zwischen 1953 und 1957 bei der Royal Air Force im aktiven Einsatz. Die Probleme konnten auch mit der verbesserten Version Short Seamew Mk.2 nicht behoben werden.

## Konstruktion
Das Cockpit war sehr weit vorn angebracht und die Antenne für das Radar befand sich in einer Kuppel unter dem Bug. Das Triebwerk war für die bessere Radarabdeckung sehr stark verkleinert worden. Diese Maschine hatte ein starres Spornradfahrwerk. Der große Waffenschacht lag mittig im Rumpf der Maschine.

## Technische Daten
| Kenngröße             | Daten                                                              |
| --------------------- | ------------------------------------------------------------------ |
| Besatzung             | 2                                                                  |
| Länge                 | 12,50 m                                                            |
| Spannweite            | 16,76 m                                                            |
| Höhe                  | 4,09 m, mit gefalteten Flügeln 4,78 m                              |
| Flügelfläche          | 51 m²                                                              |
| Flügelstreckung       | 5,5                                                                |
| Leermasse             | 4443 kg                                                            |
| max. Startmasse       | 6804 kg                                                            |
| Triebwerk             | 1 × Turboprop Armstrong Siddeley Mamba-ASM.6 mit 1186 kW (1613 PS) |
| Höchstgeschwindigkeit | 378 km/h                                                           |
| Reichweite            | 1200 km                                                            |
| Flugdauer             | 4 h bei 230 km/h in 1500 m Höhe                                    |

## Bewaffnung
Typischerweise wurde ein Torpedo mit vier Sonarbojen und vier Raketen kombiniert. Eine andere Kombination waren 20 Sonarbojen mit sechs Raketen oder aber vier Wasserbomben, acht Markierer und sechs Raketen unter den Tragflächen.